# 伊夫舍姆聯足球會
伊夫舍姆聯足球會（Evesham United Football Club）是一支位於英格蘭窩士打伊夫舍姆的職業足球會，目前於英格蘭足球南部聯賽甲組南角逐。

## 外部連結
- Official website（页面存档备份，存于）